# Adloun
Adlun (en árabe : عدلون) es una ciudad costera en el Sur de Líbano, a 17 kilómetros al sur de Sidón; famosa por su cultivo de sandías. También es el sitio de una necrópolis fenicia y cuevas prehistóricas donde se han descubierto cuatro yacimientos arqueológicos que datan de la Edad de Piedra.

## Adlun I
Adlun I o Abri Zumoffen es una cueva baja y una terraza al pie de un acantilado cerca de una playa. La evidencia de la ocupación humana de Adloun I (o Abri Zumoffen) se remonta al año 71,000 a. C.. Fue descubierta por Godofredo Zumoffen en 1898, y sondeada en 1900 y 1908 donde se encontró material que puede ser del Achelense o del Musteriense. Dorothy Garrod sugirió que existían similitudes con una industria final acheuleana de la Cueva Tabun. Junto a Diana Kirkbride, reabrió las excavaciones en 1958, con otra temporada en 1963 y encontró en los depósitos una industria de cuchillas preauriñaciense. Dirk Albert Hooijer discutió la fauna del sitio sugiriendo que incluía animales de caza y rinocerontes. Lorraine Copeland hizo una colección de pedernales neolíticos en su mayoría pesados del sitio en 1966. Entre los hallazgos se encontraban hachas trapezoidales masivas, cinceles, puntas, un pico, raspadores ásperos, cuchillas, núcleos y piedras de martillo. Los objetos hallados en el yacimiento arqueológico se encuentran ahora en colecciones de la Universidad de San José de Beirut y el Museo de Arqueología y Antropología de la Universidad de Cambridge. El sitio es ahora propiedad de la Dirección General de Antigüedades, pero el anterior propietario de la tierra realizó una excavación privada que ha extendido los depósitos del sitio de la cueva de Adlun II sobre la zona creando una capa falsa.

## Adlun II
Adlun II o Cueva Bezez, es una cueva en el este de la carretera que se dirige a Tiro en un acantilado a una altitud de aproximadamente 17 metros sobre el nivel del mar. La ocupación de Adlun II se remonta al Paleolítico medio. Inicialmente fue sondeada por Godofredo Zumoffen en 1898 con pocos resultados. En 1963, Diana Kirkbride y Dorothy Garrod emprendieron una excavación importante, donde determinaron una secuencia que se extendía a través del Yarbrudiense, Musteriense, el Paleolítico superior y el Neolítico Pesado. Se determinaron tres niveles distintos. El Nivel B se llama Levalloiso-Musteriense y se compara con el Nivel D de la Cueva Tabun. El Nivel C se llama Acheuleo-Yarbrudiense y abarca del Paleolítico Superior en adelante con materiales encontrados que se parecían al Nivel E de la Cueva Tabun. Los hallazgos de la cueva de Bezez llevaron a Andrew Moore a sugerir que  era una fábrica para tales herramientas. Los materiales obtenidos de las excavaciones fueron retenidos por la Universidad de San José de Beirut y la Universidad Americana de Beirut. El yacimiento arqueológico es propiedad de la Dirección General de Antigüedades y se colocó una puerta sobre la boca de la cueva para su protección.

## Adlun III
Adlun III es un yacimiento arqueológico aproximadamente a 1 kilómetro al sur de Adlun con una industria calcolítica que fue encontrada por P. E. Guigues.

## Adlun IV
Adlun IV fue encontrado por P.E. Gigues en las terrazas debajo del pueblo cerca de las cuevas que han sido dañadas por las canteras. Los agricultores locales han recuperado varias herramientas finas neolíticas y calcolíticas de esta área que se encuentran en la Universidad de San José de Beirut. La colección del Dr. Gigues fue realizada en Beirut por un pariente que cobró una tarifa por mostrarla después de su retiro a Marruecos.